# Notioprogonia
A Notioprogonia az emlősök (Mammalia) osztályának és a Notoungulata rendjének egyik alrendje.

## Tudnivalók
Cifelli (1993) szerint a Notioprogonia alrend parafiletikus csoport, mivel magába foglalja a notounguláták legősibb formáit, és lehet, hogy a többi alrend őseit is.

## Rendszerezés
Az alrendbe az alábbi 2 család tartozik:
- †Henricosborniidae
- †Notostylopidae

### Fordítás
- Ez a szócikk részben vagy egészben  a   Notioprogonia című angol Wikipédia-szócikk fordításán alapul.  Az eredeti cikk szerkesztőit annak laptörténete sorolja fel. Ez a jelzés csupán a megfogalmazás eredetét és a szerzői jogokat jelzi, nem szolgál a cikkben szereplő információk forrásmegjelöléseként.